# Bernhard Friedrich Thibaut

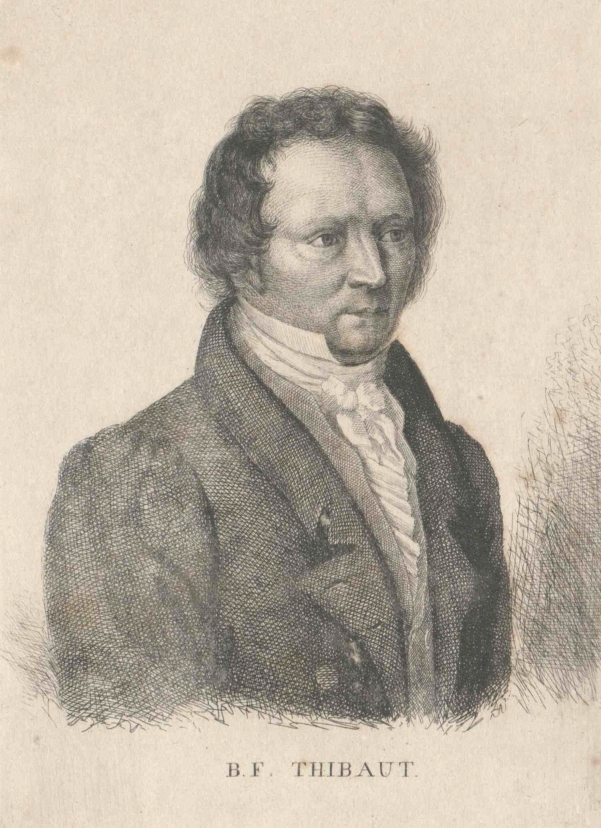
Bernhard Friedrich Thibaut

Bernhard Friedrich Thibaut oder schlicht Bernhard Thibaut (* 22. Dezember 1775 in Harburg bei Hamburg; † 4. November 1832 in Göttingen) war ein deutscher Philosoph, Mathematiker und Hochschullehrer.

## Leben

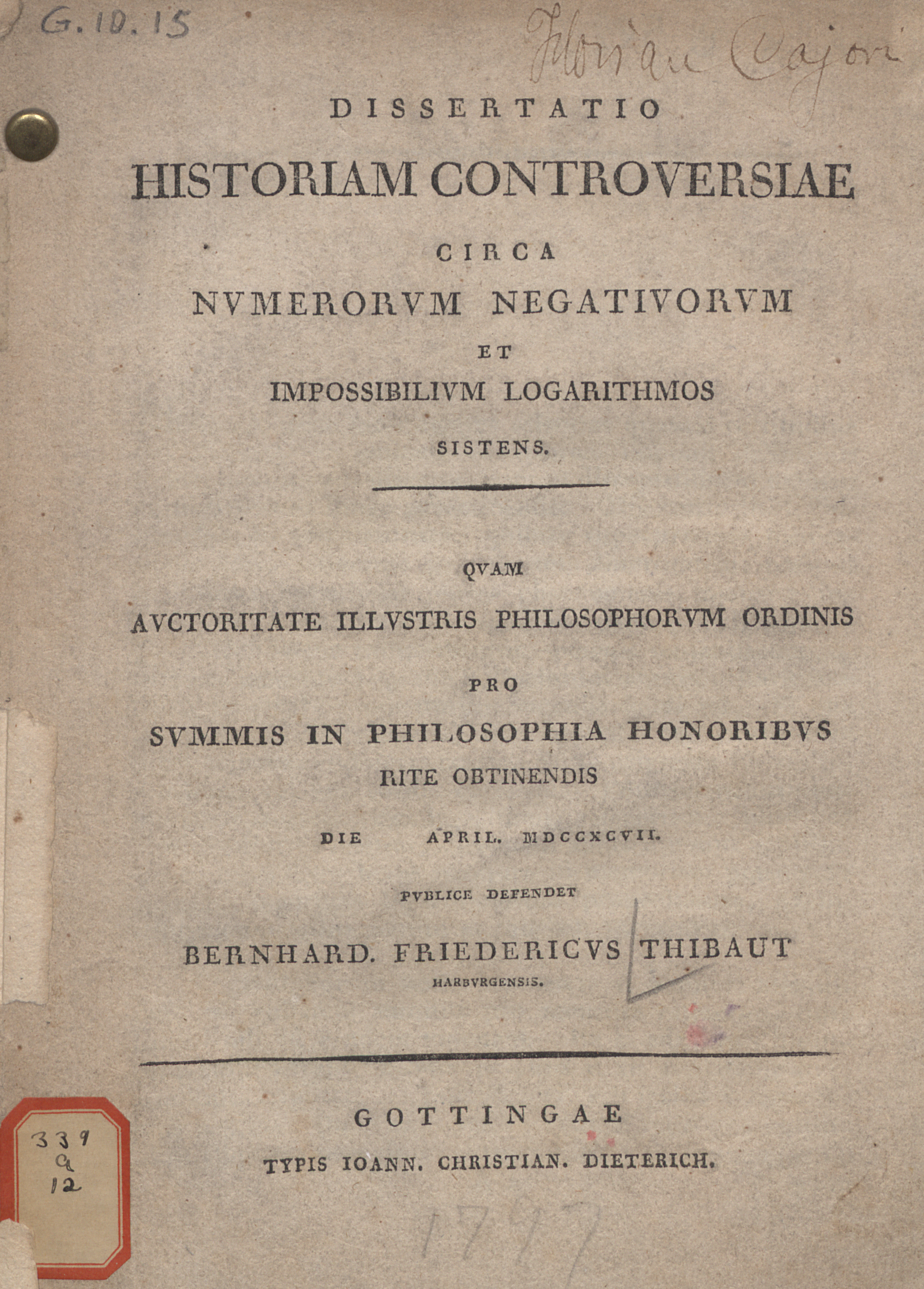
Dissertatio historiam controversiae circa numerorum negativorum et impossibilium logarithmos sistens, 1797

Er war der jüngere Bruder des bekannten Juristen Anton Friedrich Justus Thibaut und studierte an der Universität Göttingen unter anderem Mathematik und Physik bei Georg Christoph Lichtenberg, Johann Beckmann und Abraham Gotthelf Kästner. 1797 wurde er promoviert (Dissertatio historiam controversiae circa numerorum negativorum et impossibilium logarithmos sistens) und Privatdozent in Göttingen, 1802 außerordentlicher und 1805 ordentlicher Professor (für Philosophie). Er war seit 1799 Assessor und seit 1804 ordentliches Mitglied der Göttinger Akademie der Wissenschaften.
1801 veröffentlichte er einen Grundriss der Reinen Mathematik, die es bis zur fünften Auflage 1881 brachte. Sein Grundriss der Allgemeinen Arithmetik und Analysis von 1809 (2. Auflage 1830) spielte eine gewisse Rolle in der Reform des damaligen Analysis-Unterrichts in Deutschland (insbesondere bemühte er sich, die Analysis von der Geometrie zu trennen). Thibaut war für seine rhetorisch glänzenden Mathematik-Vorlesungen bekannt, die eine große Zuhörerschaft aller Fachbereiche anzog (Moritz Cantor). Der in Göttingen gleichzeitig lehrende Gauß unterrichtete dagegen nur ungern und hatte immer nur sehr wenige Hörer. In seinen Mechanik-Vorlesungen machte Thibaut regen Gebrauch von der Instrumentensammlung, die insbesondere auf Lichtenberg und Beckmann zurückging und die er verwaltete. In Göttingen blieb er auch dafür in Erinnerung, dass er die Beköstigung kranker Studenten organisierte.
1819 wurde Thibaut zum Hofrat ernannt.
1826 war er Rektor der Universität und erhielt 1828 eine Mathematik-Professur. Die letzten sechs Jahre seines Lebens erkrankte er an Depressionen und soll seine Wohnung nicht mehr verlassen haben.

## Schüler
- Georg Wilhelm Müller, Geodät[7]